# Нижний Карабут
Нижний Карабут — село в Россошанском районе Воронежской области.
Входит в состав Алейниковского сельского поселения.
Название дано в XVIII веке, предположительно в честь полкового сотника, Герасима Карабута.

## География

### Улицы
- ул. Донская,
- ул. Зеленая,
- ул. Нагорная,
- ул. Центральная,
- ул. Школьная,
- пер. Дачный,
- пер. Тихий.

## История
Первые поселения в эти краях датируются с середины III тысячелетия до н. э. (Бронзовый век). Именно к этому периоду относится городище у села Нижний Карабут. В трех километрах южнее села сохранились остатки каменной крепости хазарского периода, сохранились западины на месте землянок и три рва, отделявших когда-то городище от поля. На землях Воронежской области известны три крепости периода Хазарского каганата: Маяцкое городище, Ольшанское городище и городище у села Нижний Карабут.
Хутор Карабут основан около 1760 года людьми «вышедшими из малороссийской вольности из разных мест». Время возникновения хутора определяется по тексту прошения его жителей о разрешении постройки храма к Воронежскому епископу, 1780 год. Из текста письма: «… поселились мы назад тому лет с двадцать». В прошении были перечислены фамилии первопоселенцев, которые и сейчас распространены в Россошанском районе: Сидоренко, Украинский, Матющенко, Бондаренко, Ткаченко, Мищенко, Зосименко и др. В то время здесь было 99 дворов и 566 жителей. Нижним село стало называться позднее, после появления одноименного населенного пункта на 50 км выше по берегу Дона.
В 1781-1785 года в селе построена и освящена каменная Архангельская церковь, после чего хутор стал именоваться слободой.
В 1859 году в слободе было 131 двор и 835 жителей. Действовал винокуренный завод.
В конце XIX века приход Архангельской церкви насчитывал 1800 человек. В 1900 году в селе насчитывалось 645 дворов и проживало 2313 человек. Действовали земская и приходская школа, 3 лавки, 10 ветряных мельниц.

## Инфраструктура
Сейчас в Нижнем Карабуте расположен центр усадьбы СТОО «Дон», ведущего хозяйство на 4073 га сельхозугодий, из которых под пашней находится 2734 га. В селе имеется клуб, школа, библиотека с книжным фондом 9658 томов.

## Население
| 1859 | 1897  | 2010 |
| ---- | ----- | ---- |
| 837  | ↗1254 | ↘409 |

### Известные жители
- Будаков, Виктор Викторович (род. 1940) — писатель.